# Deutsche deutschsprachige Charts
Die Deutschen deutschsprachigen Charts sind zwei Chartauswertungen des Marktforschungsunternehmens GfK Entertainment, die wöchentlich für Alben und Singles veröffentlicht werden. Sie beinhalten jeweils die 15 erfolgreichsten deutschsprachigen Alben und Singles auf dem deutschen Musikmarkt.

## Allgemeine Informationen und Qualifikationskriterien
Die deutschsprachigen Charts werden im Auftrag des Bundesverband Musikindustrie vom deutschen Marktforschungsunternehmen GfK Entertainment ermittelt. Sie erfassen Verkäufe von Bild- beziehungsweise Tonträgern, Downloads und Musikstreamings mit deutschsprachigen Inhalten als Endverbraucher. Die Zuordnung „deutschsprachige Musik“ wird durch die Anmeldung im PHONONET-Artikelstamm festgelegt. Es handelt sich hierbei um „Repertoire-Charts“, die das Marktsegment „deutschsprachige Musik“ abbilden. Sollten Bild- oder Tonträger im PHONONET-Artikelstamm als derartige Produkte gekennzeichnet sein, jedoch offensichtlich nicht in dieses Repertoire-Segment gehören (Falschkennzeichnungen), soll GfK Entertainment Meldungen unberücksichtigt lassen, sofern der zuständige Vertreiber dem zustimmt. In Zweifelsfällen entscheiden Prüfungsbeauftragte darüber. Die deutschsprachigen Charts bilden einen Auszug aus den regulären Album Top 100 sowie den Single Top 100 ab, in denen Verkäufe unabhängig von jeglichen Repertoire-Segmenten erfasst werden. Eine parallele Platzierung eines Produktes in den Album- beziehungsweise Singlecharts als auch in den deutschsprachigen Charts ist daher nicht nur grundsätzlich möglich, sondern wird bei stark verkaufenden Produkten die Regel sein. Für die deutschsprachigen Charts sind nur solche Produkte qualifiziert, die über eine Händlerbreite von mindestens zwei Händlergruppierungen verfügen, was bedeutet das wöchentlich mindestens zwei der in der Stichprobe erfassten Händlergruppierungen mindestens ein Produkt des relevanten Titels verkauft haben müssen, damit es sich für die deutschsprachigen Charts qualifizieren kann.

## Deutschsprachige Albumcharts
Die Einführung der deutschsprachigen Albumcharts erfolgte, im Zuge eines „Chartrelaunchs“, im Jahr 2015 als wöchentliche Top-15-Hitparade für Musikalben und wird unter anderem durch MTV publiziert. Das erste deutschsprachige Album, das die offiziellen Albumcharts in Deutschland anführte, war die deutsche Fassung des Musicals My Fair Lady. Das Album wurde unter anderem von Paul Hubschmid und Karin Hübner eingesungen und war für einen Zeitraum von 22 Monaten (96 Wochen) das erfolgreichste deutschsprachige Album in den deutschen Albumcharts. Mit 96 Wochen hält das Album auch den Rekord für die längste Verweildauer an der Chartspitze dieser Chartauswertung. Auf Position zwei befindet sich mit 45 Wochen 4630 Bochum von Herbert Grönemeyer sowie mit neun Monaten (39,43 Wochen) Heintje mit seinem gleichnamigen Debütalbum auf Platz drei. Die meisten Alben an der Chartspitze platzierte Peter Maffay mit 25 Nummer-eins-Erfolgen. Auf den zweiten Rang folgen Die Toten Hosen mit 15, an dritter Stelle BAP und Grönemeyer mit jeweils 14 Nummer-eins-Alben. Drei Interpreten schaffen es, sich länger als 100 Wochen an der Chartspitze zu platzieren. Die meisten Wochen an der Chartspitze konnte hierbei Grönemeyer mit 170 Wochen für sich verbuchen, gefolgt von Maffay mit 140,43 Wochen und Marius Müller-Westernhagen mit 117 Wochen. Der österreichische Sänger Udo Jürgens schaffte es in einem Zeitraum von 45 Jahren und 97 Tagen erstmals beziehungsweise letztmals an die Chartspitze, einer Zeitspanne wie kein Anderer. Die Kölschrockband BAP schaffte es als erste Band, sich selbst von der Chartspitze zu vertreiben. Ihr Vun drinne noh drusse löste am 13. September 1982 ihren Vorgänger Für usszeschnigge! ab.
Liste der erfolgreichsten Nummer-eins-Alben

Diese Liste beinhaltet alle Alben – in chronologischer Reihenfolge nach ihrer Verweildauer absteigend – die mindestens 13 Wochen an der Chartspitze der Deutschsprachigen Album Top 15 standen:
| Jahr | Titel                                                  | Interpret                | Verweildauer              |
| ---- | ------------------------------------------------------ | ------------------------ | ------------------------- |
| 1962 | My Fair Lady – Deutsche Originalaufnahme               | Soundtrack               | 156,29 Wochen (36 Monate) |
| 1968 | Heintje                                                | Heintje                  | 47,71 Wochen (11 Monate)  |
| 1984 | 4630 Bochum                                            | Herbert Grönemeyer       | 45,00 Wochen              |
| 2010 | Große Freiheit                                         | Unheilig                 | 38,00 Wochen              |
| 1994 | Affentheater                                           | Westernhagen             | 33,00 Wochen              |
| 2013 | Farbenspiel                                            | Helene Fischer           | 27,00 Wochen              |
| 1974 | Otto 2                                                 | Otto                     | 26,29 Wochen (6 Monate)   |
| 1970 | Stunde des Stars (1970)                                | Verschiedene Interpreten | 26,14 Wochen (6 Monate)   |
| 1983 | Nena                                                   | Nena (Band)              | 26,00 Wochen              |
| 1971 | Mein Geschenk für dich                                 | Peter Alexander          | 25,86 Wochen (6 Monate)   |
| 1986 | Sprünge                                                | Herbert Grönemeyer       | 25,00 Wochen              |
| 1992 | 4 gewinnt                                              | Die Fantastischen Vier   | 24,00 Wochen              |
| 1995 | Abenteuerland                                          | Pur                      | 22,00 Wochen              |
| 1971 | Wim Thoelke präsentiert: 3×9 – 9 Stars mit 27 Melodien | Verschiedene Interpreten | 21,86 Wochen (5 Monate)   |
| 1972 | Schöne Maid                                            | Tony Marshall            | 21,86 Wochen (5 Monate)   |
| 1972 | Mein achtel Lorbeerblatt                               | Reinhard Mey             | 21,86 Wochen (5 Monate)   |
| 1988 | Ö                                                      | Herbert Grönemeyer       | 21,00 Wochen              |
| 1989 | Halleluja                                              | Westernhagen             | 21,00 Wochen              |
| 1982 | Vun drinne noh drusse                                  | BAP                      | 19,00 Wochen              |
| 1992 | Jaja                                                   | Westernhagen             | 19,00 Wochen              |
| 2002 | Mensch                                                 | Herbert Grönemeyer       | 19,00 Wochen              |
| 1996 | Tic Tac Toe                                            | Tic Tac Toe              | 18,00 Wochen              |
| 1997 | Klappe die 2te                                         | Tic Tac Toe              | 18,00 Wochen              |
| 2003 | 20 Jahre – Nena feat. Nena                             | Nena                     | 18,00 Wochen              |
| 1966 | Noch einen Tanz                                        | Esther & Abi Ofarim      | 17,43 Wochen (4 Monate)   |
| 1967 | Die schönsten russischen Volkslieder                   | Verschiedene Interpreten | 17,43 Wochen (4 Monate)   |
| 1973 | Sing mit …                                             | James Last               | 17,43 Wochen (4 Monate)   |
| 1974 | Super 20                                               | Verschiedene Interpreten | 17,14 Wochen (4 Monate)   |
| 2007 | Vom selben Stern                                       | Ich + Ich                | 17,00 Wochen              |
| 1977 | Das Wort zum Montag                                    | Otto                     | 15,57 Wochen (3½ Monate)  |
| 1993 | Seiltänzertraum                                        | Pur                      | 15,00 Wochen              |
| 2002 | Zwischenspiel – Alles für den Herrn                    | Xavier Naidoo            | 15,00 Wochen              |
| 1979 | Steppenwolf                                            | Peter Maffay             | 14,00 Wochen              |
| 1980 | Der Nippel                                             | Mike Krüger              | 14,00 Wochen              |
| 1985 | Sonne in der Nacht                                     | Peter Maffay             | 14,00 Wochen              |
| 1999 | Nicht von dieser Welt                                  | Xavier Naidoo            | 14,00 Wochen              |
| 2005 | Telegramm für X                                        | Xavier Naidoo            | 14,00 Wochen              |
| 1967 | Was ich dir sagen will                                 | Udo Jürgens              | 13,14 Wochen (3 Monate)   |
| 1973 | Stars & Hits für Das Rote Kreuz 73/74                  | Verschiedene Interpreten | 13,14 Wochen (3 Monate)   |
| 1975 | Meine Lieder                                           | Udo Jürgens              | 13,14 Wochen (3 Monate)   |
| 1971 | Stars für uns – Hilfe für alle                         | Verschiedene Interpreten | 13,00 Wochen (3 Monate)   |
| 1975 | Mein Gott, Walther                                     | Mike Krüger              | 13,00 Wochen (3 Monate)   |
| 1975 | Super 20 – Super neu                                   | Verschiedene Interpreten | 13,00 Wochen (3 Monate)   |
| 1976 | Wim Thoelke präsentiert: Der Große Preis (II)          | Verschiedene Interpreten | 13,00 Wochen (3 Monate)   |
| 1980 | Revanche                                               | Peter Maffay             | 13,00 Wochen              |
| 1981 | Hitparade der Schlümpfe                                | Die Schlümpfe            | 13,00 Wochen              |
| 1984 | ? (Fragezeichen)                                       | Nena (Band)              | 13,00 Wochen              |
| 1989 | Ein bißchen Glück                                      | Original Naabtal Duo     | 13,00 Wochen              |
| 1993 | Alles nur geklaut                                      | Die Prinzen              | 13,00 Wochen              |
| 1995 | Lieder, die die Welt nicht braucht                     | Die Doofen               | 13,00 Wochen              |
| 2009 | Stadtaffe                                              | Peter Fox                | 13,00 Wochen              |

## Deutschsprachige Singlecharts
Die Einführung der deutschsprachigen Singlecharts erfolgte, im Zuge eines „Chartrelaunchs“, im Jahr 2015 als wöchentliche Top-15-Hitparade für Singles und wird unter anderem durch MTV publiziert. Das erste deutschsprachige Lied, das die offiziellen Singlecharts in Deutschland anführte, war die deutsche Fassung von Bridle Hanging on the Wall mit dem Titel Es hängt ein Pferdehalfter an der Wand. Die Coverversion stammte von der niederländischen Schlagerband Kilima Hawaiians und war für einen Zeitraum von einem Monat (4 Wochen) das erfolgreichste deutschsprachige Lied in den deutschen Singlecharts. Die längste Verweildauer einer Single an der Chartspitze beträgt 25 Wochen. Das schafften die Singles Das Lied der Schlümpfe (Vader Abraham, 1978) und Jive Connie (Connie Francis, 1992). An dritter Stelle rangiert der Franzose Danyel Gérard, der mit seiner deutschen Fassung von Butterfly 23 Wochen die Chartauswertung anführte. Die meisten Singles an der Chartspitze platzierte Capital Bra mit 21 Nummer-eins-Erfolgen. Auf dem zweiten Rang folgen Rammstein mit elf, an dritter Stelle Peter Alexander, Roy Black, Xavier Naidoo, Nena und Samra mit jeweils zehn Nummer-eins-Hits. Die längste Zeit an der Chartspitze konnte sich Roy Black platzieren, er platzierte sich insgesamt über 91 Wochen an ebendieser. Auf dem zweiten Platz folgt Freddy Quinn mit über 82 Wochen und an dritter Stelle Peter Alexander mit mehr als 62 Wochen. Der deutsche Pop-Rock-Sänger Herbert Grönemeyer schaffte es in einem Zeitraum von 30 Jahren erstmals beziehungsweise letztmals an die Chartspitze, einer Zeitspanne wie kein Anderer. Die Sängerin Caterina Valente schaffte es als erste Interpretin, sich selbst von der Chartspitze zu vertreiben. Ihr Ein Schiff wird kommen löste am 1. Oktober 1960 seinen Vorgänger Itsy Bitsy Teenie Weenie Honolulu-Strand-Bikini ab.
Liste der erfolgreichsten Nummer-eins-Hits

Diese Liste beinhaltet alle Singles – in chronologischer Reihenfolge nach ihrer Verweildauer absteigend – die mindestens 13 Wochen an der Chartspitze der Deutschsprachigen Single Top 15 standen:
| Jahr | Titel                                | Interpret                                                          | Verweildauer             |
| ---- | ------------------------------------ | ------------------------------------------------------------------ | ------------------------ |
| 1978 | Das Lied der Schlümpfe               | Vader Abraham                                                      | 25,00 Wochen             |
| 1992 | Jive Connie                          | Connie Francis                                                     | 25,00 Wochen             |
| 1971 | Butterfly                            | Danyel Gérard                                                      | 23,00 Wochen             |
| 2023 | Komet                                | Udo Lindenberg & Apache 207                                        | 22,00 Wochen             |
| 1955 | Ganz Paris träumt von der Liebe      | Caterina Valente & Orchester Mike Firestone                        | 21,86 Wochen (5 Monate)  |
| 1956 | Heimweh                              | Freddy Quinn                                                       | 21,86 Wochen (5 Monate)  |
| 1957 | Cindy, Oh Cindy                      | Margot Eskens                                                      | 21,43 Wochen (5 Monate)  |
| 2010 | Geboren um zu leben                  | Unheilig                                                           | 21,00 Wochen             |
| 1992 | Ich bin der Martin, ne … ?!          | Diether Krebs & Gundula                                            | 21,00 Wochen             |
| 1979 | So bist du                           | Peter Maffay                                                       | 20,00 Wochen             |
| 2007 | Ein Stern (… der deinen Namen trägt) | DJ Ötzi & Nik P.                                                   | 20,00 Wochen             |
| 2017 | Was du Liebe nennst                  | Bausa                                                              | 20,00 Wochen             |
| 1981 | Santa Maria                          | Roland Kaiser                                                      | 19,00 Wochen             |
| 1990 | Verdammt, ich lieb’ Dich             | Matthias Reim                                                      | 19,00 Wochen             |
| 1991 | Beinhart                             | Torfrock                                                           | 18,00 Wochen             |
| 1968 | Du sollst nicht weinen               | Heintje                                                            | 17,57 Wochen (4 Monate)  |
| 1959 | Die Gitarre und das Meer             | Freddy Quinn                                                       | 17,43 Wochen (4 Monate)  |
| 1969 | Heidschi Bumbeidschi                 | Heintje                                                            | 17,14 Wochen (4 Monate)  |
| 1974 | Theo, wir fahr’n nach Lodz           | Vicky Leandros                                                     | 17,00 Wochen             |
| 1980 | Der Nippel                           | Mike Krüger                                                        | 17,00 Wochen             |
| 1987 | Guten Morgen, liebe Sorgen           | Jürgen von der Lippe                                               | 17,00 Wochen             |
| 1988 | Macho, Macho                         | Rainhard Fendrich                                                  | 17,00 Wochen             |
| 1992 | Die da!?!                            | Die Fantastischen Vier                                             | 17,00 Wochen             |
| 2002 | Engel                                | Ben & Gim                                                          | 17,00 Wochen             |
| 1974 | Tränen lügen nicht                   | Michael Holm                                                       | 16,00 Wochen             |
| 1979 | Kreuzberger Nächte                   | Gebrüder Blattschuss                                               | 16,00 Wochen             |
| 1999 | Flugzeuge im Bauch                   | Oli. P feat. Tina Frank                                            | 16,00 Wochen             |
| 2009 | Stadt                                | Cassandra Steen feat. Adel Tawil                                   | 16,00 Wochen             |
| 1969 | Dein schönstes Geschenk              | Roy Black                                                          | 15,28 Wochen (3½ Monate) |
| 1967 | Meine Liebe zu Dir                   | Roy Black                                                          | 15,14 Wochen             |
| 1994 | Mädchen                              | Lucilectric                                                        | 15,00 Wochen             |
| 2013 | Bilder im Kopf                       | Sido                                                               | 15,00 Wochen             |
| 2014 | Atemlos durch die Nacht              | Helene Fischer                                                     | 15,00 Wochen             |
| 1976 | Rocky                                | Frank Farian                                                       | 14,00 Wochen             |
| 1983 | Jenseits von Eden                    | Nino de Angelo                                                     | 14,00 Wochen             |
| 1985 | Rock Me Amadeus                      | Falco                                                              | 14,00 Wochen             |
| 1993 | Alles nur geklaut                    | Die Prinzen                                                        | 14,00 Wochen             |
| 1996 | Verpiss’ dich                        | Tic Tac Toe                                                        | 14,00 Wochen             |
| 2006 | Das Beste                            | Silbermond                                                         | 14,00 Wochen             |
| 2011 | Nur noch kurz die Welt retten        | Tim Bendzko                                                        | 14,00 Wochen             |
| 2016 | Die immer lacht                      | Stereoact feat. Kerstin Ott                                        | 14,00 Wochen             |
| 2016 | Chöre                                | Mark Forster                                                       | 14,00 Wochen             |
| 1968 | Der letzte Walzer                    | Peter Alexander                                                    | 13,28 Wochen (3 Monate)  |
| 1954 | Heideröslein                         | Friedel Hensch und die Cyprys                                      | 13,14 Wochen (3 Monate)  |
| 1958 | I Love You, Baby                     | Conny                                                              | 13,14 Wochen (3 Monate)  |
| 1961 | Ein Schiff wird kommen               | Caterina Valente / Lale Andersen                                   | 13,14 Wochen (3 Monate)  |
| 1961 | Vier Schimmel, ein Wagen (Hüh-a-hoh) | Trio Kolenka                                                       | 13,14 Wochen (3 Monate)  |
| 1964 | Liebeskummer lohnt sich nicht        | Siw Malmkvist                                                      | 13,14 Wochen (3 Monate)  |
| 1966 | Hundert Mann und ein Befehl          | Freddy Quinn                                                       | 13,14 Wochen (3 Monate)  |
| 1956 | Arrivederci, Roma                    | Lys Assia, Sunshine-Quartett, Die Toledos & Orchester Béla Sanders | 13,00 Wochen (3 Monate)  |
| 1960 | Marina                               | Will Brandes                                                       | 13,00 Wochen (3 Monate)  |
| 1962 | Kleiner Gonzales                     | Rex Gildo                                                          | 13,00 Wochen (3 Monate)  |
| 1973 | Goodbye, My Love, Goodbye            | Demis Roussos                                                      | 13,00 Wochen             |
| 1975 | Griechischer Wein                    | Udo Jürgens                                                        | 13,00 Wochen             |
| 1976 | Ein Bett im Kornfeld                 | Jürgen Drews                                                       | 13,00 Wochen             |
| 1984 | Irgendwie, irgendwo, irgendwann      | Nena (Band)                                                        | 13,00 Wochen             |
| 1986 | Jeanny, Part I                       | Falco                                                              | 13,00 Wochen             |
| 1988 | Was soll das                         | Herbert Grönemeyer                                                 | 13,00 Wochen             |
| 1993 | Sascha … ein aufrechter Deutscher    | Die Toten Hosen                                                    | 13,00 Wochen             |
| 2008 | So soll es bleiben                   | Ich + Ich                                                          | 13,00 Wochen             |
| 2009 | Irgendwas bleibt                     | Silbermond                                                         | 13,00 Wochen             |
| 2012 | Tage wie diese                       | Die Toten Hosen                                                    | 13,00 Wochen             |
| 2019 | Roller                               | Apache 207                                                         | 13,00 Wochen             |